# Gagea trinervia
Gagea trinervia är en liljeväxtart som först beskrevs av Domenico Viviani, och fick sitt nu gällande namn av Werner Rodolfo Greuter. Gagea trinervia ingår i Vårlökssläktet och i familjen liljeväxter. Inga underarter finns listade.